# Vanillekipferl
Vanillekipferl zijn kleine, halvemaanvormige Oostenrijkse, Duitse, Zwitserse, Tsjechische, Slowaakse, Poolse en Hongaarse koekjes. Oorspronkelijk werden ze gemaakt met walnoten, maar amandelen of hazelnoten kunnen ook worden gebruikt. Ze krijgen hun typische smaak door een dikke laag vanillesuiker.

## Oorsprong
Vanillekipferl (letterlijk: vanillemaantje) komen oorspronkelijk uit Wenen (Oostenrijk) en worden traditioneel met Kerstmis gemaakt. Ze worden vooral tijdens de kerstdagen gegeten.
Volgens een alombekende theorie zijn de koekjes uitgevonden ten tijde van de Oostenrijks-Hongaarse unie. Toen het leger van deze unie in 1683 het Turkse leger versloeg in Wenen, vierden de Weense bakkers de overwinning door de vanillekipferl een halvemaanvorm te geven. Dit moest de karakteristieke vorm van de Turkse vlag nabootsen.
Ze zijn populair in Duitsland, Zwitserland, Hongarije, Polen, Kroatië, Tsjechië en Slowakije. In Duitsland en Oostenrijk is het traditie om een grote hoeveelheid vanillekipferl te bakken voor Advent en Kerstmis.